# Arthur Ashkin
Arthur Ashkin (ur. 2 września 1922 w Nowym Jorku, zm. 21 września 2020 w Rumson) – amerykański fizyk, laureat Nagrody Nobla w dziedzinie fizyki w 2018, otrzymał połowę nagrody, drugą podzielili się Gérard Mourou i Donna Strickland.

## Życiorys
Urodził się 2 września 1922 w Nowym Jorku. Rozpoczął studia na Uniwersytecie Columbia. W czasie studiów pracował przy budowie magnetronów do radarów. Gdy studiował na drugim roku, otrzymał powołanie do wojska, lecz dzięki interwencji swego opiekuna, Sida Millmana, został przeniesiony do rezerwy. Studia ukończył w 1947, następnie rozpoczął studia doktoranckie na Uniwersytecie Cornella, gdzie wcześniej studiował jego brat, Julius. Podobnie jak brat, Arthur Ashkin studiował fizykę nuklearną, lecz nie chcąc konkurować z bratem, porzucił tę dziedzinę. Stopień doktorski uzyskał w 1952. Od 1952 do 1991 pracował w AT&T Bell Labs, gdzie zatrudnił się za namową Sida Millmana, który pracował tam od jakiegoś czasu. W swojej pracy naukowej początkowo zajmował się promieniowaniem mikrofalowym, a po około dziesięciu latach zajął się technologią laserową. W swych pracach skupił się na ciśnieniu promieniowania. W 1967 odkrył, że może popychać promieniem lasera lateksową kulkę o mikrometrowej średnicy zawieszoną w wodzie. Odkrył też, że kulka wciągana jest z brzegów ku środkowi laserowej wiązki. Używając dwóch promieni laserowych mógł uchwycić i przytrzymać kulkę. W ten sposób utworzył pierwszą pułapkę optyczną. Informacje o tym zamieścił w „Physical Review Letters” w 1970.
Następnym krokiem było schwytanie w pułapkę atomów, lecz pojawiły się problemy z uzyskaniem dostatecznie wolnych („zimnych”) atomów. Użycie efektu Dopplera pozwoliło na „schłodzenie” atomów i w latach 1980. Ashkin był w zespole, który złapał atomy w laserową pułapkę, za co w 1997 główny autor publikacji opisującej to osiągnięcie, Steven Chu, otrzymał Nagrodę Nobla z dziedziny fizyki.
W 1986 Ashkin zademonstrował szczypce optyczne, a następnie zajął się ich możliwościami i zastosowaniem do manipulowania obiektami organicznymi, takimi jak wirusy, bakterie czy erytrocyty. W 1987 roku Ashkinowi udało się schwytać żywe bakterie bez ich uszkodzenia.
W 2009 został członkiem honorowym Amerykańskiego Towarzystwa Optycznego. 2 października 2018 Królewska Szwedzka Akademia Nauk ogłosiła, że Ashkin otrzyma połowę Nagrody Nobla w dziedzinie fizyki „za stworzenie szczypiec optycznych oraz opracowanie ich zastosowania w systemach biologicznych”, drugą połową podzielili się Gérard Mourou i Donna Strickland.  W wieku 96 lat Ashkin był najstarszym laureatem Nagrody Nobla, aż do 2019 roku, kiedy John B. Goodenough otrzymał Nagrodę Nobla w dziedzinie chemii w wieku 97 lat.
Zmarł 21 września 2020 w Rumson w stanie New Jersey, w wieku dziewięćdziesięciu ośmiu lat.